# Gran Bretagna ai Giochi della IV Olimpiade
La Gran Bretagna partecipò ai Giochi della IV Olimpiade che si sono svolti a Londra dal 25 agosto all'11 settembre 1908, con una delegazione di 735 atleti impegnati in ventiquattro discipline.

## Medaglie
| Medaglia | Nome          | Sport      | Evento                                  | -               |
| -------- | ------------- | ---------- | --------------------------------------- | --------------- |
| Oro      | Regno Unito   | Calcio     | Calcio ai Giochi della IV Olimpiade     | Torneo maschile |
| Oro      | Gran Bretagna | Pallanuoto | Pallanuoto ai Giochi della IV Olimpiade | Torneo maschile |

## Risultati

### Calcio
| Atleta | Classifica |                        |
| --- | --- | ---------------------- |
| V · D · M Nazionale britannica · Calcio ai Giochi Olimpici Estivi 1908 P Bailey · P Brebner · D Corbett · D Scothern · D Smith · C Bell · C Chapman · C Daffern · C Hawkes · C Hunt · A Barlow · A Berry · A Crabtree · A Hardman · A Porter · A Purnell · A Stapley · A Woodward · CT : Davis | Oro |                        |
| Nazionale britannica · Calcio ai Giochi Olimpici Estivi 1908 | |                        |
| P Bailey · P Brebner · D Corbett · D Scothern · D Smith · C Bell · C Chapman · C Daffern · C Hawkes · C Hunt · A Barlow · A Berry · A Crabtree · A Hardman · A Porter · A Purnell · A Stapley · A Woodward · CT: Davis                                                                         | P Bailey · P Brebner · D Corbett · D Scothern · D Smith · C Bell · C Chapman · C Daffern · C Hawkes · C Hunt · A Barlow · A Berry · A Crabtree · A Hardman · A Porter · A Purnell · A Stapley · A Woodward · CT: Davis | Regno Unito (bandiera) |

### Pallanuoto
| Atleta | Classifica                                                                    |                          |
| --- | ----------------------------------------------------------------------------- | ------------------------ |
| V · D · M Nazionale maschile britannica di pallanuoto · Giochi olimpici - Londra 1908 Cornet · Forsyth · Nevinson · Radmilovic · Smith · Thould · Wilkinson · CT : - | Oro                                                                           |                          |
| Nazionale maschile britannica di pallanuoto · Giochi olimpici - Londra 1908                                                                                          |                                                                               |                          |
| Cornet · Forsyth · Nevinson · Radmilovic · Smith · Thould · Wilkinson · CT: -                                                                                        | Cornet · Forsyth · Nevinson · Radmilovic · Smith · Thould · Wilkinson · CT: - | Gran Bretagna (bandiera) |